# Teatro Winter Garden
O Winter Garden Theatre é um teatro da Broadway localizado no número 1634 no centro de Manhattan,  Nova Iorque. Devido ao tamanho do seu auditório, palco, e instalações de bastidores, é uma casa favorecida a receber grandes produções musicais.

## História
A estrutura foi construída por William Kissam Vanderbilt em 1896. Em 1911 os Shuberts arrendam o edifício e contrataram o arquiteto William Albert Swasey que redesenhou o edifício para abrigar um teatro. O Winter Garden Theatre foi oficialmente inaugurado em 10 de março de 1911, com o musical "La Belle Paree" de Jerome Kern. O show foi estrelado por Al Jolson, e o lançou em sua carreira de grande sucesso. Jolson se apresentaria no Winter Garden por diversas vezes depois disso. O Winter Garden foi completamente remodelado em 1922 por Herbert J. Krapp. O palco ficou mais amplo em relação a outros teatros da Broadway. A entrada principal e marquise do edifício, está localizada na Broadway, ligado à um auditório de 1 526 lugares na Seventh Avenue através de um longo corredor, com a parede traseira do palco encostada a 50th Street. Em seus primeiros dias, o teatro freqüentemente apresentava uma série de espetáculos. O Winter Garden também serviu durante as décadas de 30 e 40 como um cinema da Warner Bros. (1928-1933) e United Artists (1945).
Em 2002, uma parceria entre a Organização Shubert, que é dona do teatro, e General Motors, renomeou o prédio como Cadillac Winter Garden Theatre. No início de 2007, com o fim do acordo entre as corporações, o local voltou ao seu nome original.

## Produções notáveis
- 1911: Vera Violetta
- 1916: Robinson Crusoe, Jr.
- 1918: Sinbad
- 1934: Life Begins at 8:40
- 1935: At Home Abroad
- 1936: Ziegfeld Follies of 1936
- 1937: Hooray for What!
- 1942: Sons o' Fun
- 1938: Hellzapoppin
- 1943: Ziegfeld Follies of 1943
- 1944: Mexican Hayride
- 1945: Marinka
- 1948: As the Girls Go
- 1950: Alive and Kicking
- 1951: Top Banana, Make a Wish
- 1953: Wonderful Town
- 1954: Peter Pan
- 1955: Plain and Fancy, The Vamp
- 1956: Bus Stop,  Shangri-La
- 1957: West Side Story, Ziegfeld Follies of 1957
- 1959: Saratoga, Juno
- 1960: Once Upon a Mattress, The Unsinkable Molly Brown
- 1962: Carnival!,  All American
- 1963: Tovarich,  The Lady of the Camellias
- 1964: Funny Girl
- 1966: Mame
- 1969: Jimmy!
- 1970: Georgy,  Purlie
- 1971: Follies
- 1972: Much Ado About Nothing
- 1974: Gypsy,  Ulysses in Nighttown
- 1975: Doctor Jazz
- 1976: Pacific Overtures,  Fiddler on the Roof
- 1977: Beatlemania
- 1979: Zoot Suit, Gilda Live
- 1980: 42nd Street
- 1981: The Catherine Wheel, Camelot
- 1982: Othello
- 1982: Cats
- 2001: Mamma Mia!
- 2014: Rocky the Musical
- 2015: Wolf Hall: Parts 1 & 2, School of Rock